# Đốc học
Đốc học (chữ Hán: 督學, tiếng Anh: Provincial Education Commissioner) là chức quan văn cấp tỉnh được lập thời Nguyễn.  Quan Đốc học chỉ đạo việc giáo dục, học hành tại một tỉnh.
Tùy theo đơn vị hành chính mà chức Đốc học được đặt, chức được gọi bằng các tên và được ban trật như sau:
- Nếu chức được bổ và lãnh trách nhiệm ở cấp trấn hoặc tỉnh
  - chức được gọi là Đốc học (chữ Hán: 督學, tiếng Anh: Provincial Education Commissioner) trật Chánh ngũ phẩm văn giai
- Nếu chức được bổ và lãnh trách nhiệm ở cấp phủ
  - chức được gọi là Giáo thụ (chữ Hán: 教授, tiếng Anh: Prefecture Education Commissioner)  trật Chánh thất phẩm văn giai
- Nếu chức được bổ và lãnh trách nhiệm ở cấp huyện 
  - chức được gọi là Huấn đạo (chữ Hán: 訓導, tiếng Anh: District Education Commissioner)   trật Chánh bát phẩm văn giai

Thời Gia Long 1 Nhâm Tuất 1802, ở trấn Gia Định đặt 1 Đốc học, 1 Phó đốc học gọi là Ất đường, Giáp đường.  Năm Minh Mạng 8 Đinh Hợi 1827, bỏ chức Phó đốc học.
Năm Minh Mạng 16 Ất Mùi 1835, triều đình có chỉ dụ về việc giao cho Tri phủ, Án sát sứ, Tri huyện, Tri châu ở một số nơi ít học trò kiêm lĩnh các giáo chức.
Sau cuộc cải cách hành chính năm Minh Mạng 12 Tân Mão 1831, Đốc học là một trong bốn quan cấp tỉnh (Bố chính, Án sát, Đốc học, Lãnh binh) hợp thành một bộ tham mưu thân cận nhất của Tổng đốc để chỉ đạo hoạt động ở tỉnh và ở các cấp phủ, huyện, tổng, xã.